# Kärsämäki
Kärsämäki je obec v provincii Severní Pohjanmaa ve Finsku. Počet obyvatel obce je 3021 (2007), rozloha 700,57 km² (z toho 6,05 km² připadá na vodní plochy). Hustota zalidnění je pak 4,3 obyv./km².
Obec je finskojazyčná.

## Vesnice
- Alajoki
- Hautajoki
- Kirkonkylä
- Miiluranta
- Ojalehto
- Porkkala
- Pyrrönperä
- Rannankylä
- Saviselkä
- Sydänmaankylä
- Venetpalo

## Obecné
- Na území Kärsämäki ve vesnici Saviselkä byl na jaře 2001 zjištěn prozatím jediný případ nemoci šílených krav ve Finsku.

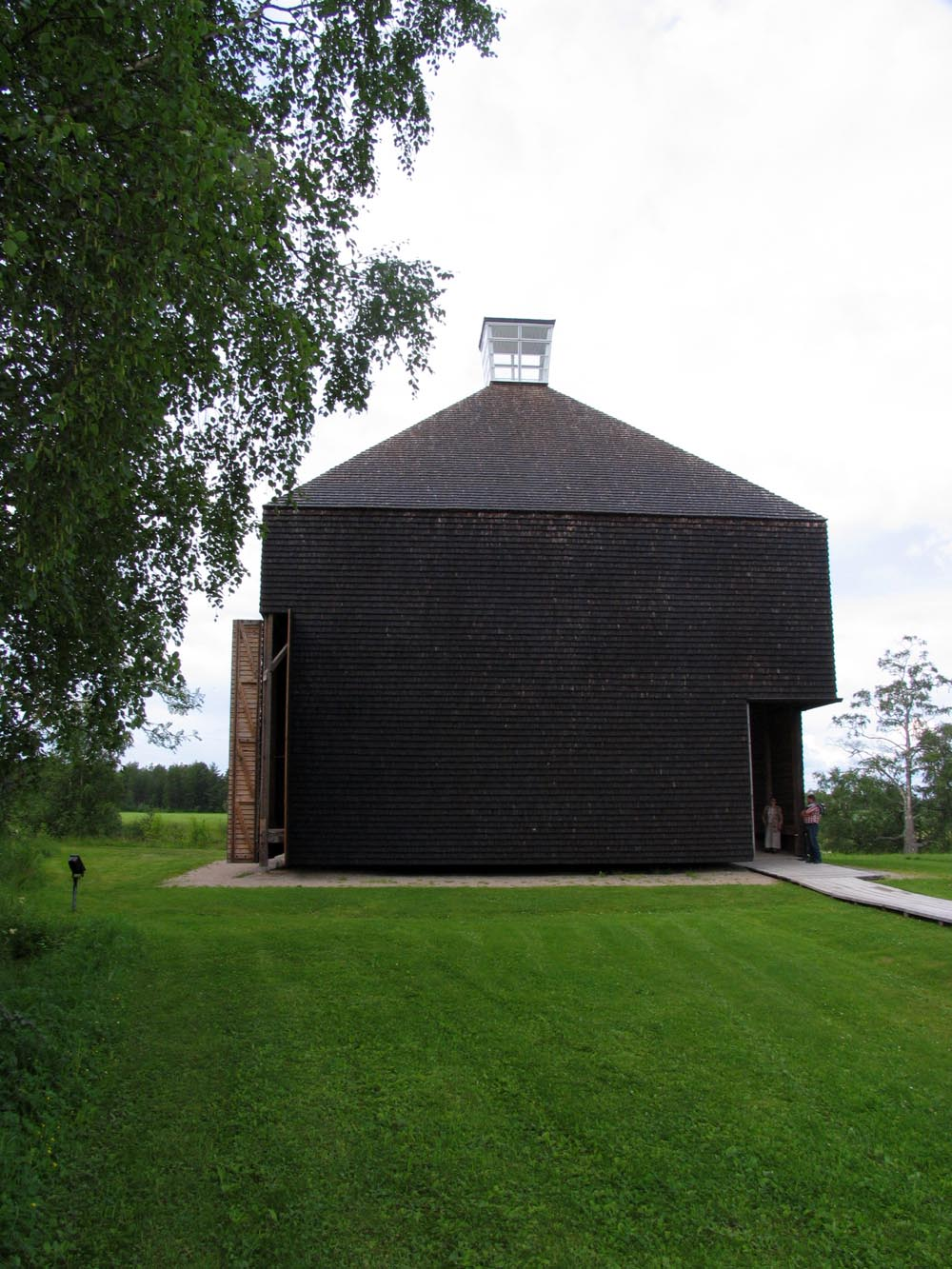
Šindelový kostel v Kärsämäki